# Fouga CM-170 Magister
Le Fouga CM.170 Magister est un avion à réaction biplace subsonique conçu en France au début des années 1950 par le département aviation des Établissements Fouga & Cie. Reconnaissable à son empennage arrière en V (dit « papillon »), il a été fabriqué à près d'un millier d'exemplaires en France et sous licence en Allemagne de l'Ouest, en Israël et en Finlande. Il a été mis en service par une vingtaine de pays.
Le Fouga Magister est l'aboutissement d'une étroite collaboration entre les bureaux d'études Fouga (dirigés par Pierre Mauboussin, Robert Castello, Jacques Henrat) et Turboméca (par Joseph Szydlowski) qui débute en 1948 avec le Fouga Cyclone. Il a été conçu rapidement et, chose rare à l'époque, avec très peu d'écarts entre le prototype et le modèle de série.

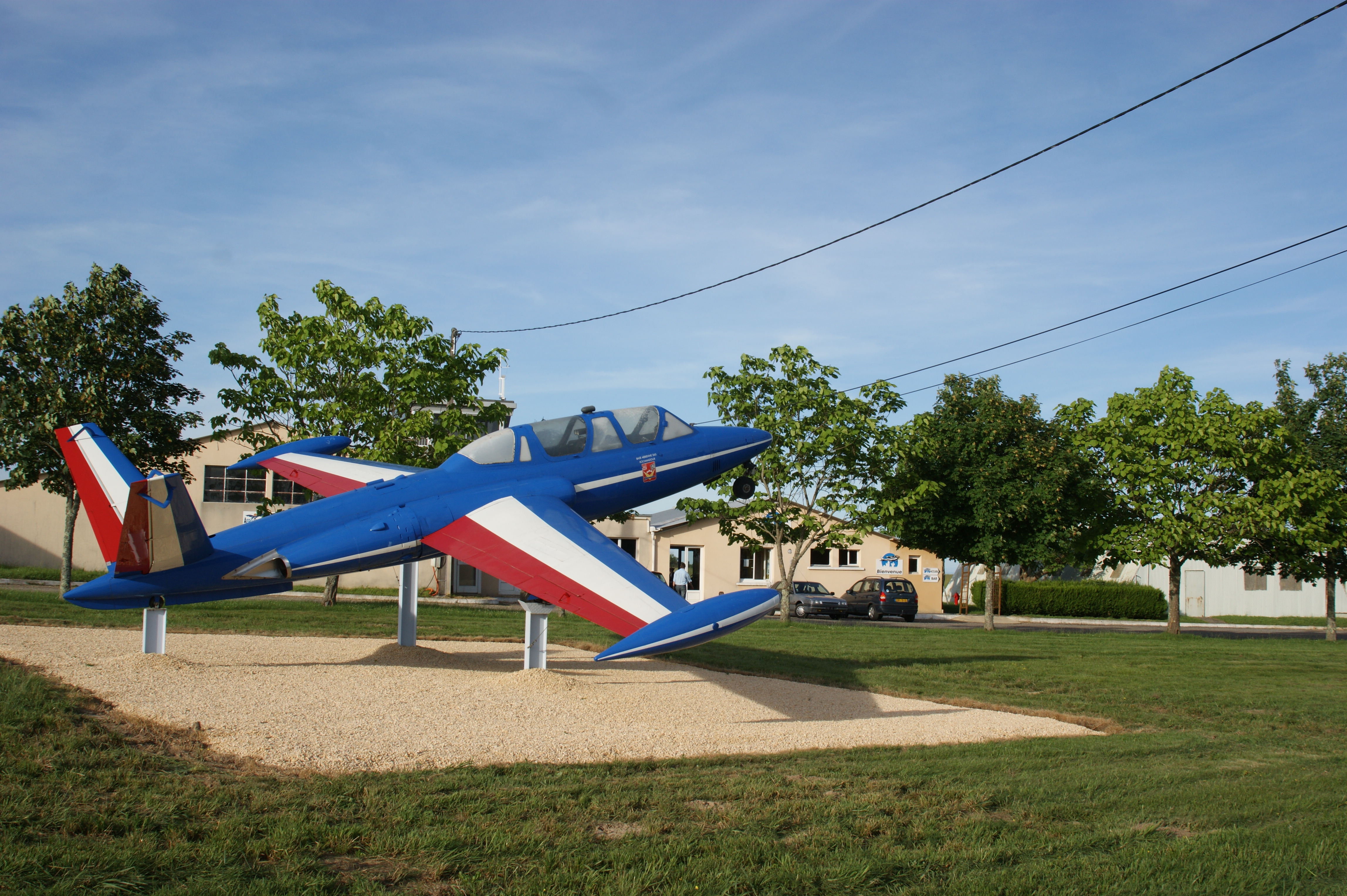
Fouga Magister aux couleurs de la patrouille de France

Premier avion d'entrainement à réaction au monde, le Fouga Magister a été retenu par l'OTAN en 1954 comme l'« avion le plus adapté à l'apprentissage du début au perfectionnement ». Le Magister a également été utilisé en appui aérien rapproché notamment pendant la guerre des Six Jours. Grâce à ses capacités acrobatiques, le Fouga Magister a été adopté comme avion de voltige de plusieurs patrouilles acrobatiques, dont la Patrouille de France qui l'a utilisé pendant 16 ans (de 1964 à 1980).
En France, le Fouga Magister a été remplacé par l'AlphaJet. De nombreux exemplaires sont toujours en service au début du XXIe siècle.

## Conception & développement

### Contexte
Fortement affectée par la Seconde Guerre mondiale, l'industrie aéronautique française se reconstruit en se lançant dans l'aviation à réaction. En 1946, l'Armée de l'air prévoit dans un ambitieux programme de s'équiper de plusieurs centaines de chasseurs à réacteur (SO 6020). Les bureaux d'études fourmillent de projets, mais nombreux sont les échecs dans ce domaine encore nouveau,.
Constructeur de taille modeste spécialisé dans la sous-traitance et la construction de planeurs, les Établissements Fouga et Cie entrent le 14 juillet 1949 dans le cercle restreint des concepteurs d'avions à réaction avec le premier vol du Fouga Cyclone. Le Cyclone est le résultat d'une rencontre entre Pierre Mauboussin (directeur du département aviation des Éts Fouga) et de Joseph Szydlowski (président de Turboméca) visant à équiper la cellule d'un planeur Fouga (CM.8.13/CM.8.15) d'une turbine de petite puissance (Piméné).

### Conception
Dès 1949, Pierre Mauboussin, Robert Castello (directeur technique) et Jacques Henrat (ingénieur en chef), étudient un avion d'entraînement à réaction : le CM.130.R. Biplace équipé de deux réacteurs Piméné de 100 kgp (comme le Cyclone), cet appareil doit permettre aux élèves pilotes de découvrir le pilotage à réaction en tandem avant de passer sur des chasseurs monoplaces plus puissants (le chasseur français de l'époque, l'Ouragan, a une poussée de 2 270 kgp). L'État-Major français, conscient de la nécessité de renouveler son parc d'avions-école pour s'adapter aux évolutions techniques, reçoit favorablement ce projet.
De 1949 à 1952, la collaboration entre les Éts Fouga et Turboméca s'intensifie : Turboméca conçoit des réacteurs de plus en plus puissants et Fouga crée les bancs d'essai permettant de les éprouver. 14 prototypes différents (sans compter les planeurs) sont mis au point dans cette période. La conception du Marboré (avec une poussée attendue de 400 kpg) permet à Fouga d'étudier une version dérivée du CM.130.R dédiée au perfectionnement : le CM.170.R.
Ce nouveau modèle intéresse l'État-Major de l'Armée de l'air pour la phase de perfectionnement de l'instruction de ses pilotes,. En décembre 1950 la DTI qui donne son accord pour la poursuite des études puis commande deux prototypes le 25 juin 1951.

### Essais & prototypes
Le 23 juillet 1952, le prototype 01 fait son premier vol à Mont-de-Marsan, piloté par Léon Bourriau. Ce prototype achevé rapidement (la commande a été passée en juin 1951) a une voilure avec un dièdre de 3 % et un train d'atterrissage Messier. Sa cabine n'est pas pressurisée et il ne dispose pas de bidon de bout d'aile, ni d'armement. Le 3 novembre 1952, ce prototype s'écrase pour une raison indéterminée lors d'un vol d'essai avec à son bord le pilote Georges Lequien et l'ingénieur d'essai Jean Chatain.
Le prototype 03 s'envole le 3 février 1953. Il diffère du 01 par l'ajout d'une quille arrière (sans roulette) pour faciliter les sorties de vrilles. Des cloisons anti-décrochage ont été expérimentées par la suite sur cet exemplaire.
Le prototype 02 s'envole le 6 juillet 1953. C'est le premier modèle avec un atterrisseur Hispano-Suiza, des pièges à couche limite, des bidons de bout d'aile. La principale particularité de ce prototype est de pouvoir voler avec un empennage cruciforme traditionnel et l'empennage en V controversé à la suite des accidents du CM.71 et du prototype 01. La première lunette périscopique a été montée sur ce prototype en février 1954.
Le 11 juin 1953, une commande de cinq avions de présérie et cinq avions d'avant série marque la réussite des premiers essais. Les avions 04 à 08 de présérie se distinguent par l'absence de dièdre de la voilure et un 2e modèle d'atterrisseur Hispano-Suiza. Les avions 09 à 13 de présérie sont équipés d'un train Messier qui sera retenu sur le modèle de série. Fait notable pour l'époque, le modèle de série est quasiment identique au prototype, même si la conception a été menée sur une courte période.
En octobre 1953, l'État choisit le Fouga Magister et commande une première tranche de 100 exemplaires (incluant les 5 d'avant-série). C'est la fin d'une rivalité qui opposait le Fouga Magister au MS.755 Fleuret de Morane-Saulnier, alors fournisseur traditionnel des avions-école de l'Armée de l'air.

### Production
Conformément aux usages en vigueur, la production du Fouga Magister a été répartie entre plusieurs industriels, :
- Morane-Saulnier, concurrent malheureux du programme, fabrique à elle seule 80 % de l'avion (voilure et fuselage entièrement équipés) à Ossun ;
- les Éts Fouga fabriquent à Aire-sur-l'Adour l'empennage, ailerons, volets, pédales de direction et manche à balais ;
- Latécoère fabrique à Toulouse la pointe avant.

Un premier assemblage est réalisé chez Morane-Saulnier à Tarbes et le montage général s'effectue à Toulouse-Blagnac dans un site créé en lisière de l'aéroport par les Éts Fouga.

En plus des trois prototypes et des dix modèles de pré-série et d'avant-série, 576 avions de série sont produits entre 1956 et 1969 par les Éts Fouga (qui devient Air-Fouga puis est acheté par les Établissements Henry Potez puis revendu à Sud-Aviation qui devient Aérospatiale) .

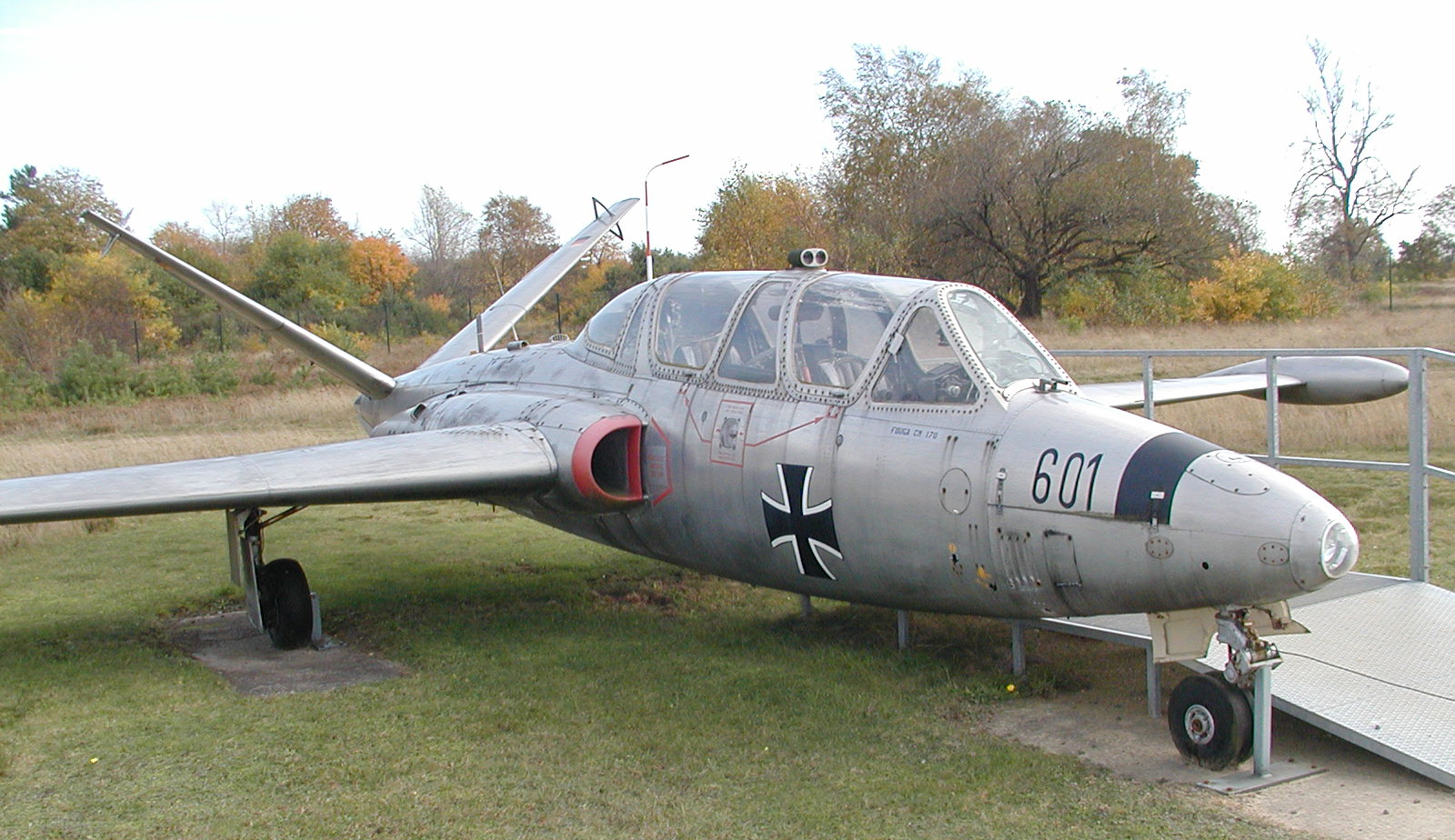
Fouga Magister aux couleurs allemandes.

En 1954, le Fouga Magister est retenu par l'OTAN comme avion à réaction d'entraînement de base. Les commandes affluent alors de plusieurs pays, et une production sous licence est lancée en Allemagne de l'Ouest, Israël et Finlande :
- en Allemagne de l'Ouest, le Fouga Magister est construit sous licence par Flugzeug-Union-Süd (consortium constitué de Messerschmitt et Heinkel[20]). Les 22 premiers exemplaires sont assemblés à partir de pièces fournies par Potez, les autres intégralement construits sur place. Les livraisons à l'armée de l'air allemande se font de 1958 à 1961 ;
- en Finlande, 62 exemplaires sont construits par la firme Valmet[3] ;
- en Israël, le nombre d'exemplaires construits par Israël Aircraft Industry (précédemment Bedek Aviation) reste incertain.

Au total, on estime que le Fouga Magister a été construit à 929 exemplaires dans ces quatre pays, dont certains sont toujours en service cinquante ans plus tard.
En 1962, l'atelier industriel de l'aéronautique de Clermont-Ferrand installe une chaîne de révision pour les entretiens majeurs (EMJ) de Fouga Magister. Cette chaîne est par la suite transférée à la SOGERMA (groupe Aérospatiale) qui réalise également les reconditionnements de Fouga d'occasion.

### Variantes / évolutions

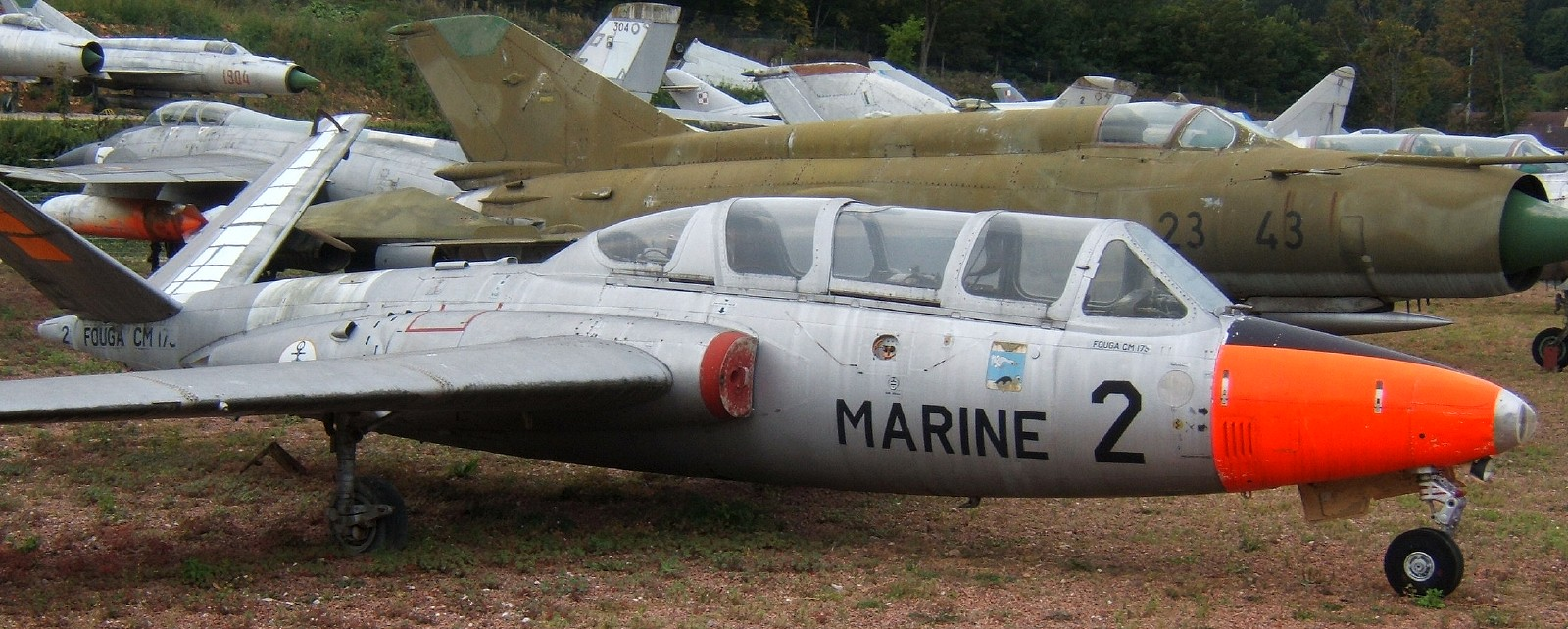
Un CM.175 Zéphyr.

Une version modifiée pour l'Aéronavale française a été développée à partir de 1954 : le Fouga CM-175 Zéphyr, qui fit son premier vol le 31 juillet 1956. Elle est équipée d'une crosse d'appontage, d'une verrière coulissante et d'un train d'atterrissage renforcé, afin d'entraîner les pilotes de l'aéronavale à l'atterrissage et au décollage depuis un porte-avions.
En Israël, des signes de fatigue de la structure sont détectés au début des années 1980. Un programme de révision et de modernisation est lancé ; le Fouga Magister rénové est désigné Tzukit. Confié à Israël Aircraft Industries, il se déroula de 1983 à 1986.
À la fin des années 1970, une version améliorée, désignée Fouga 90 fut proposée. Elle disposait d'un poste de pilotage largement modifié, de sièges éjectables et de réacteurs plus puissants (des Turbomeca Astafan IIG de 690 kgp dans un premier temps, mais des Astafan IVG de 775 kgp étaient également envisagés). Le prototype fit son premier vol le 20 août 1978, mais aucune commande ne fut enregistrée et l'avion ne fut jamais construit en série.

## Description

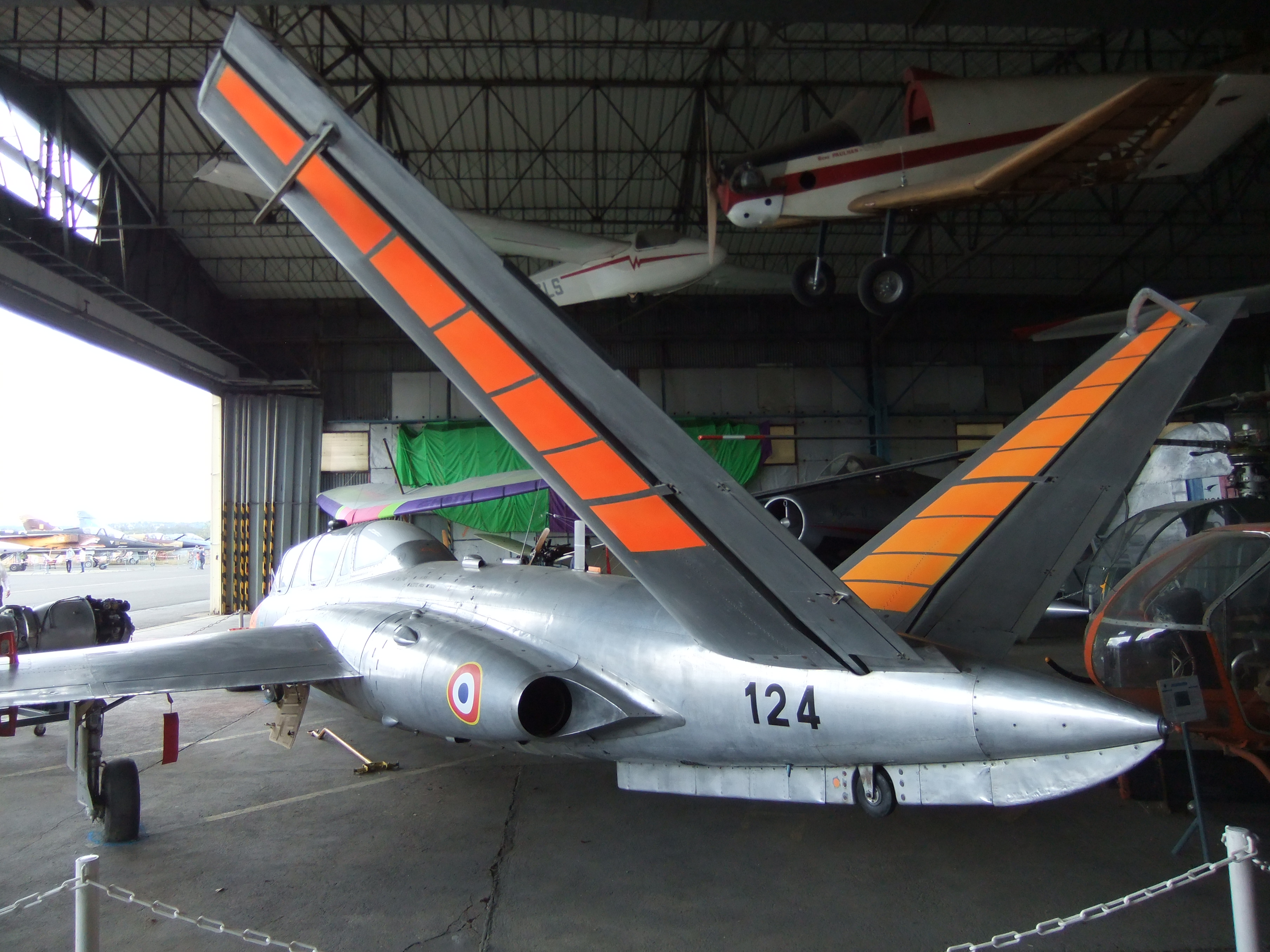
Détail sur l'empennage en V, la quille et sa roulette intégrée

Le Fouga CM.170 Magister est un monoplan métallique à aile médiane avec un empennage en V (faisant un angle de 110°). La voilure du Magister est de forme trapézoïdale avec à chaque extrémité la possibilité d'ajouter des bidons de 125 L ou 230 L. Les ailes sont équipées d’arêtes de décrochage, de cloisons d'aile et d'aérofreins sur l'intrados et l'extrados. Il est équipé d'un train d'atterrissage tricyle escamotable Messier ainsi que d'une quatrième roulette dans la quille (qui permet de rattraper les erreurs de manœuvre à l'atterrissage). À grande vitesse, le gauchissement s'avère difficile : l'installation de servocommandes est étudiée dès 1955 et équipe les Magister de série partir du no 165 . 

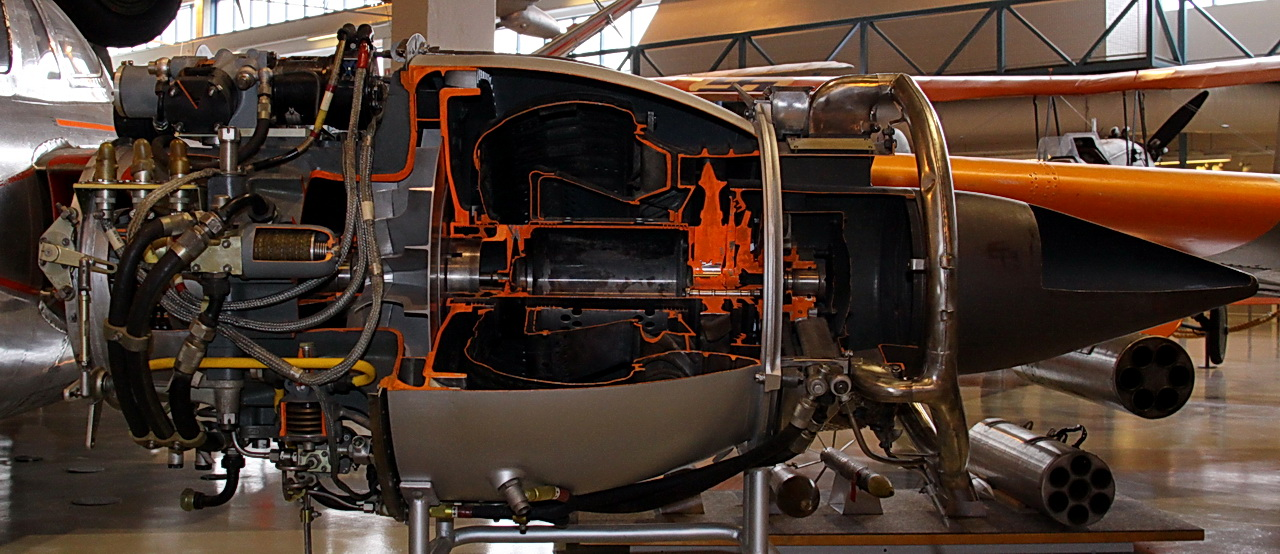
Turbomeca Marboré II F-3.

Deux réacteurs Turboméca Marboré équipent le Fouga Magister. Leur disposition (sous les ailes le long du fuselage) permet d'obtenir la sécurité d'un biréacteur tout en conservant un comportement proche d'un monoréacteur (plus facile à piloter). Les Fouga Magister ont été équipés du Marboré II (400 kgp) puis du Marboré VI (480 kgp) à partir du no 405. Les réacteurs sont alimentés par deux réservoirs souples dans le fuselage de 225 L et 475 L. Un accumulateur de 11 L permet de réaliser 30 s de vol sur le dos au régime maximum.
Le cockpit biplace aménagé en tandem (contrairement à son concurrent le MS.755 Fleuret qui est un biplace côte à côte) offre une excellente visibilité tant à l'élève situé devant qu'au moniteur en place arrière grâce à une lunette périscopique. Le cockpit est pressurisé et dispose d'air conditionné.

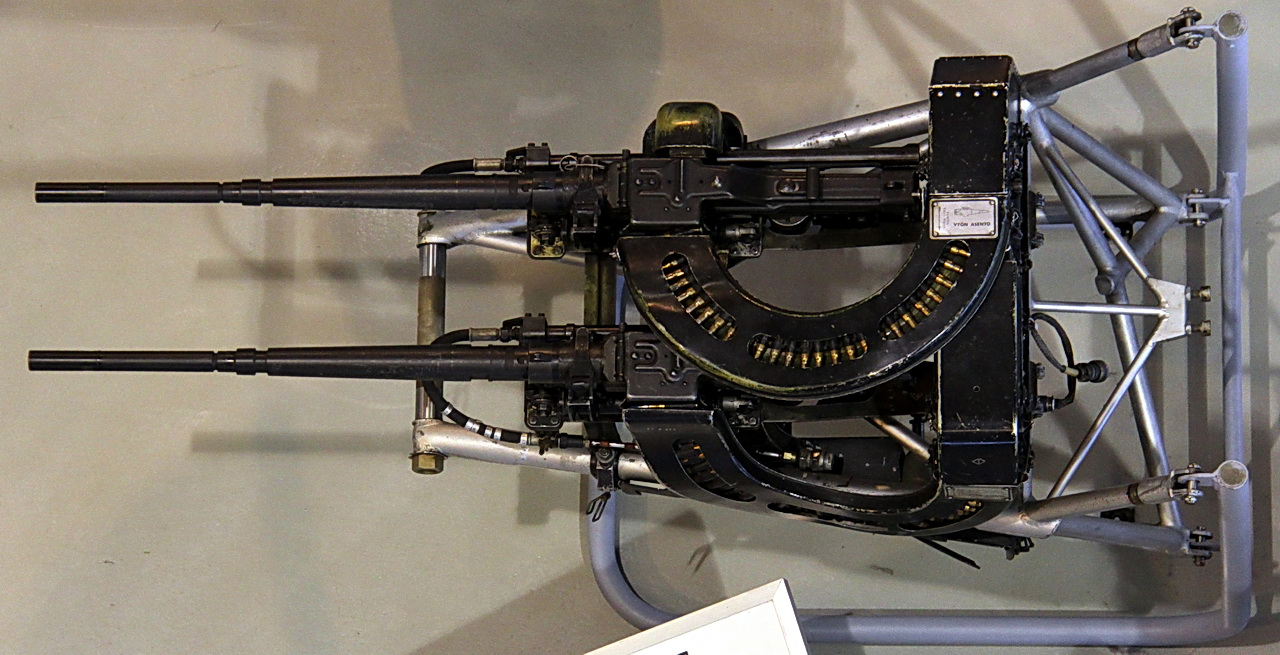
Mitrailleuses AA 52 7.5 mm sur le bâti tubulaire de la pointe du Magister

Avion d'attaque au sol, le Fouga Magister dispose d'un armement complet qui permet également d'intégrer l'entraînement au tir dans l'apprentissage des pilotes. Deux mitrailleuses AA52 de 7,5 mm de 200 coups chacune sont montées dans la pointe de l'avion. Chaque aile est équipée de points d'emports accueillant une bombe de 50 kg ou quatre roquettes de 25 kg.
La principale critique faite au Fouga Magister est l'absence de siège éjectables, ceux-ci n'étant pas adapté aux dimensions du fuselage de l'avion. En 1964, la Luftwaffe étudie l'installation d'un siège éjectable et réalise un prototype mais le projet est abandonné en raison du retrait de l'avion (la formation des pilotes étant réalisée aux États-Unis par la suite).

## Histoire opérationnelle

### Avion école

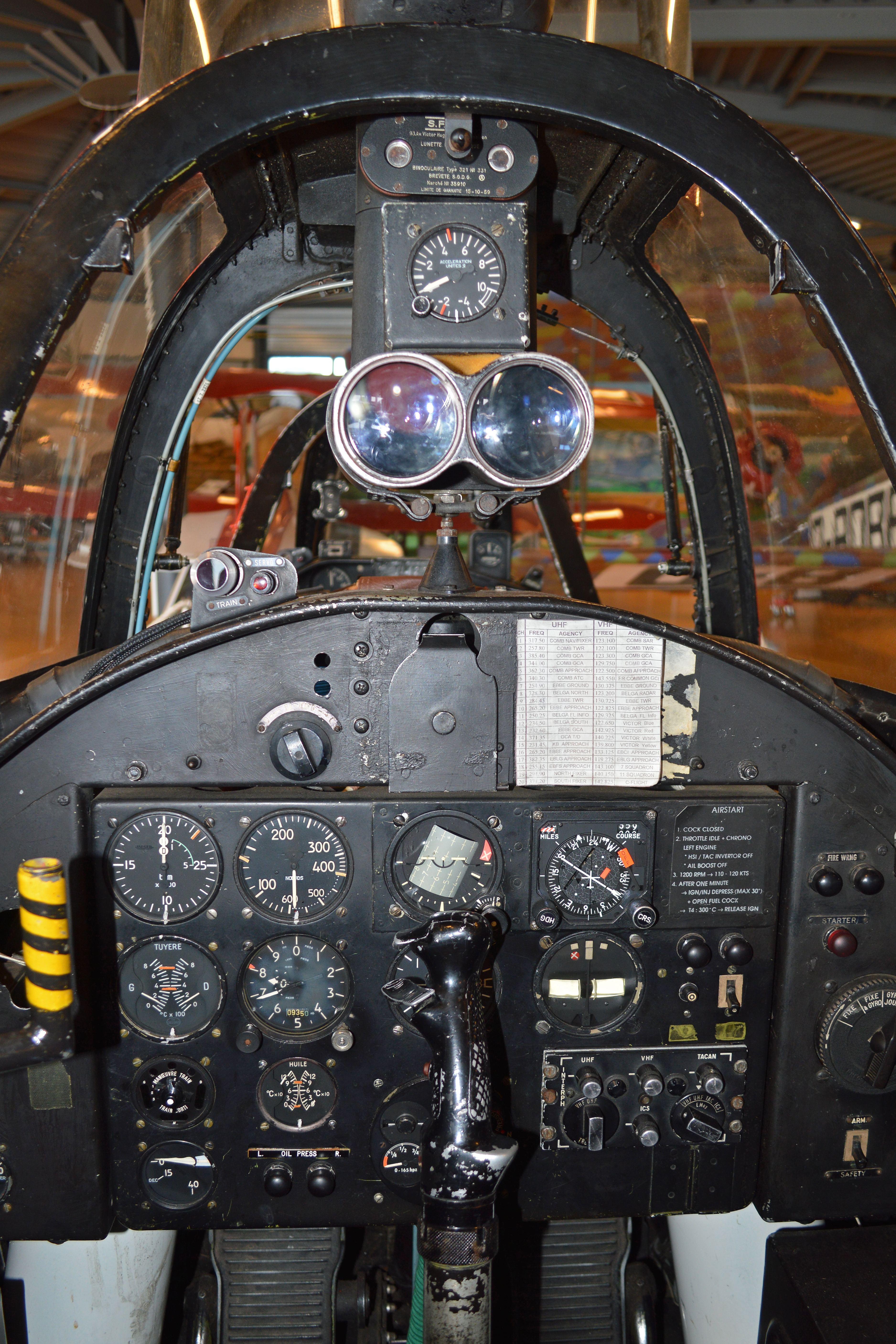
Place arrière (moniteur), avec sa lunette périscopique

En 1954, après une comparaison de 24 types d'avions d'entrainement, l'Air Training Advisory Group (ATAG) de l'OTAN retient le Fouga Magister comme étant l'appareil le plus adapté du début au perfectionnement.
En 1955, le centre d'expériences aériennes militaires (CEAM) de Mont-de-Marsan compare la formation de deux groupes d'élèves avec peu ou pas d'expérience de pilotage. Un premier groupe suit une formation mixte avec une 1re phase sur MS.733 Alcyon (à hélice) puis une deuxième phase sur Fouga Magister ; le deuxième groupe débute directement sur le Magister (formation ab initio). L'expérience révèle les qualités pédagogiques excellentes du Fouga qui peut être utilisé dès le début de la formation. Grâce au Fouga Magister un élève pilote peut voler seul en chasseur monoplace après 170 h de vol (contre 220 h auparavant). L'utilisation du Magister dans une formation ab initio permet également de limiter le nombre de types d'avions à entretenir pour l'entrainement,.
En France, le Fouga Magister est mis en service en 1956 et les livraisons se poursuivent jusqu'en 1970. L'avion est utilisé pour l'entraînement, ainsi que comme avion de liaison. Progressivement remplacé à partir de 1984, le Fouga est définitivement retiré du service en 1996. De son côté, la marine nationale française reçoit 28 Zéphyr entre mai 1959 et octobre 1960 et réforme les derniers exemplaires en 1994.
La Belgique reçoit 45 Fouga Magister entre janvier 1960 et janvier 1961, dont une partie était initialement basée au Congo belge (base de Kamina). Ils furent utilisés pour l'entraînement jusqu'à l'arrivée de l'Alpha Jet, au début des années 1980. Une partie des avions sont alors vendus d'occasion, seuls une vingtaine étant conservée pour des missions de liaison et pour permettre aux pilotes en état-major de faire leur quota annuel d'heures de vol. En 2006, il ne restait cependant plus que six Fouga en état de vol et l'avion est finalement officiellement retiré du service en janvier 2017. Le Katanga rebelle acquit un temps trois exemplaires.
En Israël, 80 exemplaires sont construits localement, dont une quinzaine à partir de pièces fournies par Potez. Les livraisons commencèrent en 1960. En 1967, juste avant la guerre des Six Jours, les avions furent armés et équipés de sièges éjectables. Ils reprirent ensuite leur mission initiale d'entraînement.

### Voltige
En France, le Fouga Magister est l'avion de la Patrouille de l'École de l'air dès sa création en 1957 à 1964, date à laquelle elle devient la Patrouille de France (à la suite de la dissolution de la précédente Patrouille de France sur Mystère IV quelques mois plus tôt). La Patrouille de France vole sur Magister jusqu'en 1980 avant d'être remplacé par l'AlphaJet.
En Belgique, les Diables Rouges, patrouille des forces aériennes belges est recréée de 1965 à 1977 sur Fouga Magister.
En Autriche, Allemagne, Irlande et Israël d'autres patrouilles acrobatique choisissent le Fouga Magister pour leurs démonstrations.

### Engagements
La Belgique a engagé ses Fouga Magister durant l'été 1960, pour des missions d'appui et d'attaque lors de la crise congolaise, au moment de l'indépendance du Congo. Ils étaient basés à Kamina au Katanga.
L'armée katangaise a engagé un Fouga Magister lors de l’indépendance congolaise pour frapper les positions de l'ONU, dont plusieurs avions.
Israël a engagé ses Fouga Magister pour des missions d'attaque pendant la guerre des Six Jours (1967) permettant la destruction d'une cinquantaine de char Patton jordaniens et 70 véhicules. Sept avions ont été perdus pendant ce conflit.
Pendant la Guerre des Sables, en 1963, le Maroc a engagé ses Fouga Magister dans des missions d'attaque contre l'armée algérienne.

## Variantes
- CM.170 Magister : version initiale avec réacteurs Marboré II (435 exemplaires)
- CM.160 : Projet d'une version simplifiée du Magister pour le début de l'instruction[34]
- CM.170.M Esquif (futur CM.175 Zéphyr) : version navalisée du CM.170[8]
- CM.170.2 : réacteurs Marboré VI, nouvel équipement radio (544 exemplaires)[8]
- CM.171 Makalu banc d'essai pour le réacteur Gabizo
- Potez-Heinkel CM.191 : quadriplace de transport [35]
- CM.173 Super Magister / Potez 94 : réacteurs Marboré VI, cabine pressurisée et sièges éjectables, un prototype construit[36] et stocké dans les réserves du Musée de l'Air[37].
- Fouga CM-175 Zéphyr : version navalisée (30 exemplaires, dont deux prototypes), utilisée pour l'entraînement des pilotes de la Marine Nationale à l'appontage.
- IAI Tzukit ou AMIT Fouga : version israélienne rénovée dans les années 1980[38]
- Fouga 90/90A - Évolution basée sur le CM.170 équipé de moteurs Turbomeca Astafan de 7,6 kN de poussée chacun, modification complète du fuselage avec une verrière remodelée pour une meilleure visibilité, avionique mise à jour. Un prototype construit, premier vol le 20 août 1978. La version 90A aurait disposé de moteurs Turbomeca Astafan 790 kgp ; ces deux versions ne connurent aucun succès.

## Anciens pays utilisateurs
- Algérie
- Allemagne
- Autriche
- Bangladesh
- Belgique
- Brésil
- Cambodge
- Cameroun

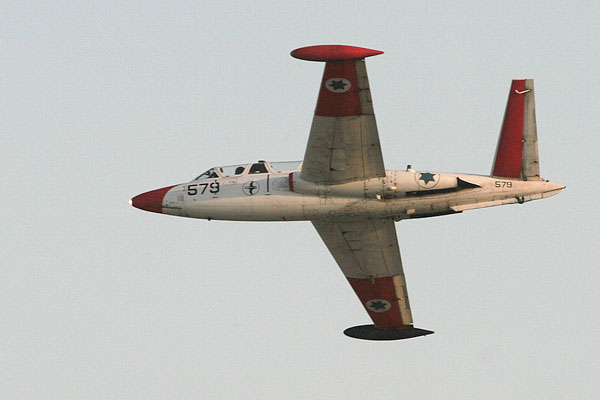
Un Tzukit (Fouga Magister israélien).

- Finlande, retirés du service en 1988.
- France
- Gabon
- Guatemala
- Irlande, 6 en service de 1975 a 1998.
- Katanga[32]
- Israël
- Liban
- Libye
- Maroc
- Ouganda
- Salvador
- Sénégal
- Togo

Des dizaines d'avions issus des surplus militaires connaissent une carrière civile. La Federal Aviation Administration compte, en septembre 2012, 84 Fouga enregistrés aux États-Unis, la troisième flotte d'anciens avions militaires à réaction en importance.

## Accidents et incidents
Sont listés ci-dessous les accidents ou les incidents mortels ; cette liste est non exhaustive, compte tenu du peu de données disponibles pour les accidents de l'Armée de l'air française. Cette dernière a exploité 397 appareils de ce type, entre 1956 et 1996.
| Date              | Lieu                              | Type                   | Numéro de série Immatriculation     | Opérateur                              | Commentaires | Nombre de victimes   |
| ----------------- | --------------------------------- | ---------------------- | ----------------------------------- | -------------------------------------- | --- | -------------------- |
| 3 novembre 1952   | Toulouse                          | CM.170R (prototype 01) | ?                                   | Établissements Fouga & Cie             | Cause indéterminée | deux morts           |
| 31 octobre 1958   | Eberfing                          | CM-170R                | D21/94 (AA+120)                     | Luftwaffe                              | Perte de contrôle lors d'acrobaties. | un mort              |
| 3 février 1959    | Petzenhausen                      | CM-170R                | D58/154 (AA+158)                    | Luftwaffe                              | Tempête de neige, s'écrase dans un bois puis prend feu. | deux morts           |
| 18 septembre 1959 | Sainte-Colombe                    | CM.170                 | Essai au CEAM avec le Fouga no 7    | Armée de l'air française               | NC, plus tard reconstruit, et actuellement préservé à Troyes. | deux morts           |
| 2 avril 1960      | Bad Grönenbach                    | CM-170R                | D86 (AA+186)                        | Luftwaffe                              | S'écrase puis prend feu lors d'un vol d'entraînement. | deux morts           |
| 18 janvier 1961   | Stiwoll                           | CM-170                 | ?                                   | Force aérienne autrichienne            | S'écrase dans une maison puis prend feu. | deux morts           |
| 28 juin 1961      | Lubumbashi                        | CM-170                 | 294 (KAT-91)                        | Armée katangaise                       | Percute une ligne électrique. | deux morts           |
| 26 août 1961      | Châteaudun                        | CM-170                 | 311 (NC)                            | Armée de l'air française               | S'écrase près de l'aérodrome. | un mort              |
| 29 août 1961      | Lotseninsel                       | CM-170R                | D78 (SC+602)                        | Marineflieger                          | S'écrase dans la Mer Baltique. | deux morts           |
| 6 mai 1962        | Lac de Tibériade                  | CM-170R                | 260                                 | Armée de défense d'Israël              | Descente trop bas au-dessus du lac de Tibériade, extinction des moteurs, immersion brutale. | deux morts,          |
| 21 mai 1962       | Kinsau                            | CM-170R                | D85 (AA+185)                        | Luftwaffe                              | Le pilote n'arrive pas à récupérer son appareil après une vrille. | un mort              |
| 17 juin 1962      | Erding                            | CM-170R                | D89 (BD+152)                        | Luftwaffe                              | Percute une grue de chantier non éclairée. | deux morts           |
| 29 juin 1962      | Maillen                           | CM-170R                | ? (MT45)                            | Force aérienne belge                   | ? | un mort              |
| 13 septembre 1962 | Houffalize                        | CM-170R                | ? (MT19)                            | Force aérienne belge                   | ? | un mort              |
| 18 octobre 1963   | Boorsem                           | CM-170R                | ? (MT-25)                           | Force aérienne belge                   | S'écrase pendant des acrobaties à basse altitude. | un mort              |
| 19 mars 1964      | Finningen                         | CM-170R                | D177 (EC+394)                       | Luftwaffe                              | Tentative d'atterrissage d'urgence après une panne moteur. Un pilote s'éjecte mais son parachute ne s'ouvre pas. | deux morts           |
| 8 mai 1964        | Vilgertshofen                     | CM-170R                | D112 (AA+212)                       | Luftwaffe                              | S'écrase pendant un vol d'essais. | deux morts           |
| 23 juin 1964      | Angerlalm, Kirchdorf in Tirol     | CM-170                 | 391 (4D-YV)                         | Force aérienne autrichienne            | S'écrase sur une montagne. | deux morts           |
| 2 novembre 1964   | Kaufbeuren                        | CM-170R                | D95 (AA+195)                        | Luftwaffe                              | Perte d'orientation spatiale pendant un vol de nuit. | un mort              |
| 13 mai 1965       | Beringen                          | CM-170R                | ? (MT10)                            | Force aérienne belge                   | Crash lors d'un vol d'entraînement. | un mort              |
| 7 avril 1966      | Immenstadt                        | CM-170R                | D172 (AA+263)                       | Luftwaffe                              | S'écrase dans un lac. | deux morts           |
| 3 mai 1966        | Hofstetten                        | CM-170R                | D94 (AA+194)                        | Luftwaffe                              | Perte de contrôle lors d'un entraînement sur la récupération de l'appareil après une vrille. | deux morts           |
| 16 décembre 1966  | Buchloe                           | CM-170R                | D202 (AA+102)                       | Luftwaffe                              | Perte de contrôle pendant des acrobaties. | un mort              |
| 4 juin 1967       | Le Bourget                        | CM-170                 | 488                                 | Armée de l'air française               | Un Magister de la Patrouille de France s'écrase lors de la sortie du traditionnel éclatement final de la patrouille au Salon du Bourget. L'accident est sans doute causé par la défaillance d'un compensateur de profondeur. | un mort              |
| 18 juillet 1967   | Beauvais                          | CM-170R                | 491                                 | Armée de l'air française               | Instructeur et élève tués. | deux morts           |
| 21 septembre 1967 | Stenderup                         | CM-170R                | D173 (SA+104)                       | Marineflieger                          | Se désintègre en vol. | deux morts           |
| 29 septembre 1967 | Bruxelles                         | CM-170R                | MT-07                               | Force aérienne belge                   | ? | un mort              |
| 18 mars 1968      | 15 à 18 km O de Tournon-sur-Rhône | CM-170 et Mirage IIIC  | 22 F-UGME                           | Armée de l'air française               | Collision en vol durant un exercice d'interception de nuit. | un mort              |
| 22 avril 1968     | Aulnat                            | CM-170                 | 207 (313-DH)                        | Armée de l'air française               | Un élève pilote seul, un décollage vent de travers. | un mort              |
| novembre 1968?    | Cognac                            | CM-170                 |                                     | Armée de l'air française               | Cognac un élève et un moniteur, évolution trop près du sol d'après le récit de collègues de stage[réf. nécessaire]. | deux morts           |
| 8 avril 1970      | Jyväskylä                         | CM-170                 | ? (FM-79)                           | Force aérienne finlandaise             | Percute une antenne de radio. | deux morts           |
| 17 décembre 1970  | Munzig (de)                       | CM-170R                | D155 (CNA-GH)                       | Forces royales air                     | ? | deux morts           |
| 24 juin 1971      | Halle-Booienhoven                 | CM-170R                | ? (MT-38)                           | Force aérienne belge                   | S'écrase lors d'un vol d'entraînement. | un mort              |
| 17 octobre 1972   | Finlande                          | CM-170                 | ? (FM-58)                           | Force aérienne finlandaise             | Raisons inconnues. | un mort              |
| 5 mars 1973       | Rochefort                         | CM-170R                | ? (MT-41)                           | Force aérienne belge                   | Percute le sol. | un mort              |
| 23 septembre 1974 | Guggenhausen                      | CM-170R no 33 F-UIXE   | E.R. 3/33                           | Armée de l'air française               | NC | deux morts           |
| 1er décembre 1974 | Kortesjärvi                       | CM-170                 | ? (FM-44)                           | Force aérienne finlandaise             | Raisons inconnues. | un mort              |
| 26 août 1976      | Viitasaari                        | CM-170                 | ? (FM-77)                           | Force aérienne finlandaise             | S'écrase lors d'un exercice de vol à basse altitude. | un mort              |
| 13 janvier 1977   | Rissala                           | CM-170                 | ? (FM-40)                           | Force aérienne finlandaise             | Ingestion de glace par le moteur. | un mort              |
| 5 avril 1977      | Finlande                          | CM-170                 | ? (FM-75)                           | Force aérienne finlandaise             | S'écrase lors d'un vol à basse altitude. | un mort              |
| 15 juin 1977      | Kauhava                           | CM-170                 | ? (FM-56)                           | Force aérienne finlandaise             | S'écrase lors d'acrobaties. | un mort              |
| 3 août 1977       | Pori                              | CM-170                 | ? (FM-1)                            | Force aérienne finlandaise             | S'écrase après une manœuvre à basse altitude. | un mort              |
| 19 octobre 1977   | Thisnes                           | CM-170R                | D203 (MT-47)                        | Force aérienne belge                   | ? | un mort              |
| 2 novembre 1977   | Pylkönmäki                        | CM-170                 | ? (FM-65)                           | Force aérienne finlandaise             | Incendie du moteur. | deux morts           |
| 28 juin 1979      | Dilsen-Stokkem                    | CM-170R                | ? (MT-39)                           | Force aérienne belge                   | Perte de contrôle lors d'acrobaties. | un mort              |
| 28 janvier 1980   | La Roque-d'Anthéron               | 2 CM-170               | no 535 VQ no 541 VG                 | Patrouille de France                   | 2 Magister se percutent en vol dans un nuage. | deux morts           |
| 18 novembre 1982  | Salon-de-Provence                 | 2 CM-170               | 514 et ?                            | Armée de l'air française               | 2 Magister se percutent en tour de piste. | quatre morts         |
| 18 juillet 1983   | Florennes                         | CM-170R                | D230 (MT-50)                        | Force aérienne belge                   | ? | un mort              |
| avril 1984        | Cognac                            | 2 CM-170               | ? et F-406                          | Armée de l'air française               | 2 Magister se percutent en tour de piste. | un blessé            |
| 21 janvier 1985   | Lohtaja                           | CM-170                 | ? (FM-41)                           | Force aérienne finlandaise             | Raisons inconnues. | un mort et un blessé |
| 26 février 1985   | Grandcourt                        | CM-170R                | ? (MT-1)                            | Force aérienne belge                   | S'écrase lors d'une simulation de combat aérien à basse altitude. | deux morts           |
| 11 décembre 1985  | Saint-Martin-de-Castillon         | CM-170                 | 490                                 | Armée de l'air française               | S'écrase lors d'un entraînement | un mort              |
| 14 juillet 1986   | Overijse                          | CM-170R                | ? (MT-42)                           | Force aérienne belge                   | Effectue un looping à basse altitude. | un mort              |
| 16 juin 1987      | Lustin                            | CM-170R                | ? (MT-8)                            | Force aérienne belge                   | Percute le sol. | un mort              |
| 25 mai 1988       | Bas-et-Lezat                      | CM-170                 | no 180 F-UGHA SALE 2e E.C. de Dijon | Armée de l'air française               | Givrage sévère des réacteurs, double extinction, atterrissage forcé fatal. | deux morts           |
| 26 août 1991      | Colmar                            | CM-170                 | 396 F-UHTD                          | Armée de l'air française               | S'écrase lors d'un atterrissage forcé. | un mort              |
| 15 juin 1994      | Long Beach                        | CM-170                 | 344 (N344FM)                        | Paradise Aero                          | Perte de puissance des 2 moteurs due à une contamination du carburant. | deux morts           |
| 17 juillet 1995   | Maribor                           | CM-170                 | ?                                   | Suedflug Austria                       | ? | deux morts           |
| 22 septembre 1995 | Forcalquier                       | CM-170                 | 521 (13-TH?)                        | Armée de l'air française               | Percute un planeur. 2 pilotes militaires et un pilote civil tués. | trois morts          |
| 28 avril 1998     | Saint-Domineuc                    | 2 CM-170               | 172 (F-GKYD) 201 (F-GKYE)           | Yankee Delta                           | 2 Magister se percutent en l'air. | quatre morts         |
| 9 avril 2000      | San Joaquin                       | CM-170                 | 495 (N495F)                         | Privé                                  | Fait des acrobaties mais ne parvient pas à récupérer l'appareil. | deux morts           |
| 16 juin 2001      | La Crosse                         | Potez CM-170           | 240 (N301FM)                        | Privé                                  | Perte du réservoir de carburant lors de l'approche, rendant l'appareil incontrôlable. | deux morts           |
| 19 mars 2004      | Kaiaua (en)                       | Potez CM-170           | 216 (ZK-FGA)                        | Privé                                  | Manque d'expérience du pilote pour réussir des figures de voltige à basse altitude. Traverse un nuage puis s'écrase dans la mer.                                                                                             | deux morts           |
| 22 octobre 2008   | Néguev                            | IAI Zukit              | ?                                   | Force aérienne et spatiale israélienne | S'écrase puis prend feu lors d'un vol d'entraînement. | deux morts           |
| 6 décembre 2008   | Terssac                           | CM-170                 | 219 (F-AZKH)                        | Privé                                  | Perte de contrôle pendant des acrobaties. | un mort              |
| 2 février 2011    | Kissimmee                         | CM-170                 | 415 (N415FM)                        | Privé                                  | S'écrase durant son approche de la piste. | deux morts           |
| 6 août 2011       | Le Champ-de-la-Pierre             | CM-170                 | 435 (F-AZZE)                        | Les Mohicans du Fouga                  | S'écrase dans un champ. | deux morts           |
| 16 août 2024      | Le Lavandou                       | CM-170                 | 413 (F-AZPZ)                        | Privé                                  | S'écrase en mer lors d'un show aérien pour le 80e anniversaire du débarquement de Provence. | un mort              |

## Dans la culture populaire
En 1954, la Poste française émet un timbre de 500 f. figurant le prototype du Fouga Magister basé sur un dessin de Paul Lengellé,.
L'appareil est visible dans les films suivants :
- 1957 : Une Parisienne ;
- 1967 : Du mou dans la gâchette ;
- 1967 : Pähkähullu Suomi ;
- 1969 : Hibernatus ;
- 1971 : Papa les p'tits bateaux ;
- 1972 : L'Affaire Mattei ;
- 1973 : Jesus Christ Superstar ;
- 1974 : Les Chinois à Paris ;
- 1987 : Tuer n'est pas jouer ;
- 1988 : Steal the Sky ;
- 2016 : La Tour de contrôle infernale ;
- 2016 : Jadotville.

Le Fouga est présent dans certains albums de Tanguy et Laverdure ainsi que quelques épisodes de la série Les Chevaliers du ciel .
Le livre Le Fouga Magister piloté par votre fils s'est abîmé en mer ce matin de Jean-François Soulet romance une histoire sombre autour de l'accident d'un pilote d'essai.
Le roman Le père-don de Michel Mouton raconte les aventures à Cognac d'un élève-pilote et de son instructeur, tous deux pilotant un Fouga Magister.
Cet appareil est cité par Véronique Jannot dans "Aviateur", titre de Laurent Voulzy (1988) : "Les amours terre à terre, rien à faire. Les folies qu'on peut faire à bord d'un Fouga Magister".